# Pegylis zavattarii
Pegylis zavattarii är en skalbaggsart som beskrevs av Gridelli 1939. Pegylis zavattarii ingår i släktet Pegylis och familjen Melolonthidae. Inga underarter finns listade i Catalogue of Life.